# Ahmad al-Chalīlī

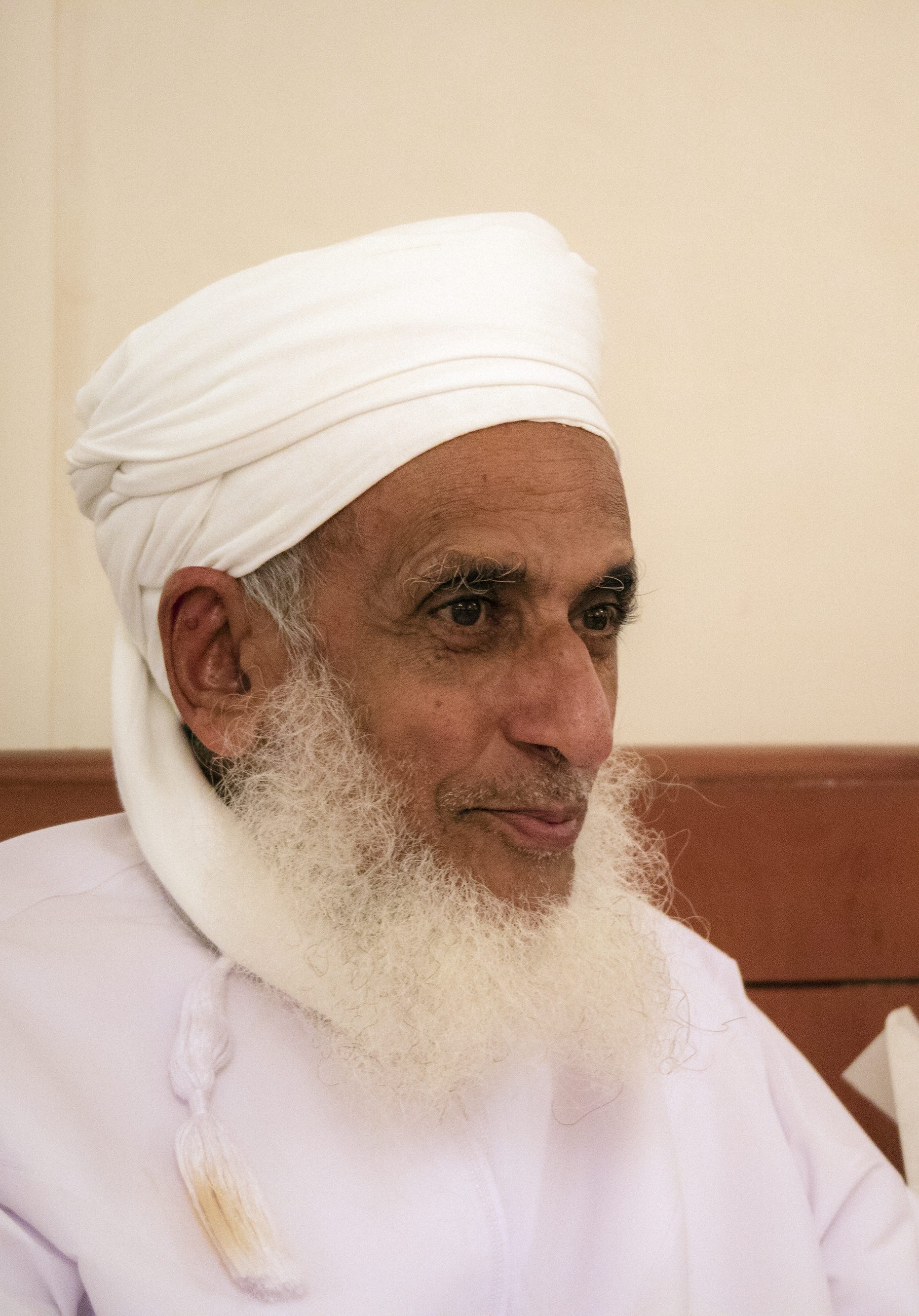
Ahmed bin Hamad al-Chalili, vor 2018

Ahmad ibn Hamad al-Chalīlī (arabisch أحمد بن حمد الخليلي, DMG Aḥmad ibn Ḥamad al-Ḫalilī; * 27. Juli 1942 auf der Insel Sansibar) ist als Großmufti höchste religiöse Instanz des Sultanats Oman. Er gehört den Ibaditen an, einer insbesondere im Oman verbreiteten islamischen Sekte, und gilt somit auch als höchste religiöse Instanz ihres Madhhabs. Al-Chalīlī ist Mitglied im Kuratorium der Universität Nizwa und in seinem Amt als Großmufti Ehrenpräsident der Scharia-Studien-Hochschule in Maskat. Zudem ist er Vizepräsident der Internationalen Union Muslimischer Gelehrter. Ahmad al-Chalīlī ist regelmäßig Gast in einer TV-Sendung, in dem die omanische Bevölkerung Fragen an die „Menschen mit Wissen“ stellen kann. Außerdem ist er in verschiedenen Religionsfragen betreffenden Komitees Mitglied.
Eine Liste der von al-Chalīlīs Fatwas ist auf der Homepage des omanischen Fatwa-Amtes veröffentlicht. In ihnen werden neben traditionellen sozialen, kulturellen und medizinischen Fragestellungen auch Wirtschafts- und Technologiethemen behandelt. Insbesondere seit dem Tod von Sultan Qabus bin Said ist al-Chalīlī auch mit einem eigenen Account auf Twitter aktiv.

## Herkunft und Familie
Al-Chalīlīs arabischer Name ist Ahmad ibn Hamad ibn Sulaimān ibn Nāsir ibn Sālimīn ibn Humaid. Seine Familie stammt aus der inneromanischen Stadt Bahla, in der die Vorfahren des heutigen Großmuftis wichtige religiöse Ämter innehatten und erfolgreichen Handel betrieben haben. Sein Großvater Sulaimān wirkte dort als Qādī. Dessen Sohn Hamad galt als erfolgreicher Geschäftsmann. Da sich nach Aufteilung der ehemaligen Thalassokratie der Bū-Saʿīd-Dynastie in das Sultanat von Oman und das Sultanat Sansibar, die 1860 erfolgt war, die wirtschaftliche Situation in Oman erheblich verschlechtert hatte, wanderten größere Teile der omanischen Bevölkerung nach Sansibar ab. Sansibar blieb in dieser Zeit weiter unter Herrschaft der Bū-Saʿīd-Dynastie. Im Herbst 1922 wanderte auch Hamad ibn Sulaimān al-Chalīlī nach Sansibar aus, wo dieser dann heiratete. Er galt als einflussreicher Mann innerhalb der dortigen omanischen Gemeinschaft.

## Leben
In seiner Kindheit, die er in ländlichen Gebieten Sansibars verbrachte, studierte Ahmad ibn Hamad al-Chalīlī den Koran und wurde bereits im Alter von neun Jahren als Hāfiz angesehen. Er lernte in dieser Zeit ebenfalls islamische Wissenschaften wie den Fiqh, die Glaubenslehre und die arabische Grammatik. Seinem Vater Hamad half er in dessen Geschäft aus. Eine reguläre Schulausbildung durchlief al-Chalīlī nicht. Al-Chalīlī soll sich anders als viele Kinder verhalten und niemals außerhalb des Hauses und mit Kindern außerhalb der Familie gespielt haben. Stattdessen, so heißt es in einer omanischen Veröffentlichung über ihn, las er schon mit sechs Jahren regelmäßig religiöse Bücher. Er beherrschte sowohl die arabische als auch die swahilische Sprache. Als sein Lehrer gilt ʿĪsā ibn Saʿīd al-Ismāʿīli, der ihn jeweils nach dem Morgengebet in einer Moschee unterrichtete.
Aufgrund der sozialistischen Revolution auf Sansibar anlässlich der Ausrufung der Volksrepublik Sansibar und Pemba 1964 und dem folgenden Massaker an der arabischen Bevölkerung zog al-Chalīlī mit seiner Familie zurück nach Bahla in den Oman. Gegenüber der neuen sansibarischen Regierung zeigte er wenig Sympathie. So bezeichnete er die marxistische Ideologie, die die meisten Araber zur Flucht von Sansibar zwang, als unmenschlich. Sansibar habe sich in dieser Zeit von einem „grünen Himmel“ in eine „rote Hölle“ verwandelt. Al-Chalīlī war zum damaligen Zeitpunkt allerdings überrascht, dass die omanische Bevölkerung ein nur sehr geringes religiöses Wissen hatte und teils „gar nichts“ von dem, was er erzählte, „verstand“. In Bahla unterrichtete al-Chalīlī für zehn Monate in einer Moschee. Bis 1971 war er über fünf Jahre an der al-Khor-Moschee in der omanischen Hauptstadt Maskat beschäftigt und arbeitete dann in einem dortigen Berufungsgericht. Anschließend wurde er zum Direktor für islamische Angelegenheiten im Justizministerium ernannt, welchem damals auch die frommen Stiftungen und islamischen Angelegenheiten unterstellt waren. Das Ministerium wurde später in ein Ministerium für Justiz und ein Ministerium für religiöse Stiftungen und Religionsangelegenheiten aufgeteilt. Nach dem Tod von Ibrāhīm ibn Saʿīd al-ʿIbrī 1975 wurde al-Chalīlī dessen Nachfolger im Amt des Großmuftis von Oman. 1987 wurde ihm die Leitung der islamischen Institutionen in Oman anvertraut. Damit hat er den Rang eines Ministers inne.
In den 1980er-Jahren hielt al-Chalīlī wöchentliche Vorlesungen in der Sultan-Qabus-Universität und in der damaligen Sultan-Qabus-Moschee im Hauptstadtbezirk Ruwi. Er war in dieser Zeit deutlich häufiger in der Öffentlichkeit zu sehen als der Sultan und seine Regierung. Auch im Radio und mit Kolumnen in Zeitungen tritt er in Erscheinung. Zudem bietet er persönliche Treffen und Beratung bei komplizierteren Fragestellungen an. Seit 2010 wird er durch den sogenannten Assistant Grand Mufti Scheich Kahlān al-Churūsī unterstützt. Am 11. Januar 2020 hielt al-Chalīlī in der Großen Sultan-Qabus-Moschee von Maskat das Totengebet für ihren am Vorabend verstorbenen Namensgeber und Gründer des modernen Omans, Sultan Qabus ibn Said.

## Seine Auseinandersetzungen mit saudischen Gelehrten
Al-Chalīlī war mehrfach in polemische Auseinandersetzungen mit Gelehrten aus Saudi-Arabien verwickelt. Dies liegt auch daran, dass er sich gegenüber der in Saudi-Arabien verbreiteten Lehre der Wahhabiten sehr kritisch zeigte, sich zum Teil auch polemisch äußerte, indem er die Wahhabiten als Ḥašwīya („Schwätzer“) bezeichnete. Dieser Begriff, der in frühislamischer Geschichte gegenüber Anthropomorphisten genutzt wurde, gilt als äußerst abwertend.
Al-Chalīlī veröffentlichte auch verschiedene Abhandlungen über die Wahhābīya. Bekannt ist eine Fernsehansprache vom 2. Februar 1987, in der er den saudischen Großmufti ʿAbd al-ʿAzīz Ibn Bāz scharf kritisierte. Diese Rede galt schon der Rahmenbedingungen wegen als außergewöhnlich: Sie wurde live aus der Sultan-Qabus-Universität ausgestrahlt und erreichte zur besten Sendezeit die gesamte omanische Bevölkerung. In seiner frei gesprochenen Rede wirkte al-Chalīlī wütend. Er reagierte damit auf eine Fatwa, die besagt, dass nur diejenigen Muslime das Amt des Imam übernehmen dürften, die glauben, Gott am Tag des Jüngsten Gerichtes zu sehen. Die Fatwa war insofern bedeutsam, weil die Vorstellung der Gottesschau (ruʾyat Allāh) nach dem Tod aus ibaditischer Sicht abgelehnt wird. Ibn Bāz hatte in seiner Fatwa Mālik ibn Anas mit der Aussage zitiert, dass Muslime, die nicht an die Gottesschau glaubten, das Schwert verdienten. Al-Chalīlī kritisierte, dass Ibn Bāz mit dieser Fatwa die Spaltung der Muslime vorantreibe. Er ignoriere den Koran und beziehe sich lediglich auf Gelehrte, die seine Meinung vertreten. Um die Spannungen zwischen beiden Gruppen zu beruhigen, reiste al-Chalīlī im Auftrag von Sultan Qabus nach Saudi-Arabien und traf mit seinem saudischen Gegenpart zusammen. Al-Chalīlīs Vorschlag einer öffentlichen Debatte in Mekka über den „wahren Glauben“ lehnte der saudische Großmufti ab und rief die Ibaditen dazu auf, der Sunna, dem richtigen Weg, zu folgen. Ansonsten würden sie den Tod verdienen.
Auch mit dem syrisch-stämmigen saudischen Gelehrten ʿAbd ar-Rahīm at-Tahhān setzte sich al-Chalīlī im Fernsehen auseinander. Die in diesem Zusammenhang gehaltene Rede veröffentlichte er als Buch Wa-saqaṭa al-qināʿ (dt.: „Und die Maske ist gefallen“). Al-Chalīlī kritisierte hier insbesondere die Interpretation at-Tahhāns, dass ohne Kenntnis der Sunna und ihrer Deutung durch die frühen Muslime der Koran unnütz sei. Hieraus schloss er, dass die Wahhabiten den Koran ablehnten, ja sogar verleumdeten. Al-Chalīlī interpretiert die Wahhābīya als Gruppe, die den Islam vernichten möchte, indem sie Unruhe in die islamische Gemeinschaft streut. Er sieht eine gewisse Nähe der Anhänger der Wahhābīya gegenüber Israel und führt dies darauf zurück, dass diese Gruppe in Wahrheit eine „kryptojüdische“ sei, die im Auftrag des Judentums den Islam von innen zerstören solle. Interessant hierbei ist, dass zum Zeitpunkt der Veröffentlichung von Wa-saqaṭa al-qināʿ das Sultanat Oman Handelsbeziehungen mit Israel pflegte und 1994 Sultan Qabus den damaligen israelischen Ministerpräsidenten Jitzchak Rabin empfing.
Der zunächst irritierend wirkende Versuch, Wahhabiten als Krypto-Juden zu interpretieren, ergibt sich daraus, dass al-Chalīlī die Juden als eine Gemeinschaft betrachtet, die sündhafterweise an die Sichtbarkeit Gottes glaubt. Diese Sichtweise stützt er auf verschiedene Koranverse, so Sure 2:55  und Sure 7:143 . Al-Chalīlī interpretiert Ibn Taimīya als Anhänger von Aristoteles und den Wahhabismus als Teil griechischer Philosophie. Er erklärt dies dahingehend, dass Ibn Taimīya diejenigen nicht verurteilen wollte, die davon ausgehen, dass die Menschenhandlungen nicht von Gott geschaffen wurden. Weiter interpretiert, führt das aus al-Chalīlīs Sicht zur Behauptung der Ewigkeit der Welt, die auch von den Philosophen postuliert wurde.
Im Mai 2017 wurde al-Chalīlī durch den saudischen Religionsgelehrten und Muhammad al-Barrāk, einen  scharf kritisiert und der Lüge bezichtigt. Al-Chalīlī, der von ihm als Nachfolger der „Leute von Nahrawān“, also der Charidschiten, beschrieben wird, verleumde in seinem Buch al-Istibdād: Maẓāhiruhū wa-muwāǧahatuhū den ersten umayyadischen Kalifen Muʿāwiya I. Al-Barrāk fragte rhetorisch, ob Lügen nicht zu den großen Sünden gehörten, für die ihm nach dem ibaditischen Glauben ewiges Höllenfeuer drohe. Dabei nahm er Bezug auf ein im Internet kursierendes Video, demzufolge al-Chalīlī in seinem Buch Muʿāwiya vorgeworfen hatte, den rechtmäßigen Kalifen angegriffen, die Menschen in die Irre geführt und die Verfluchung von ʿAlī ibn Abī Tālib auf den Kanzeln erlaubt zu haben.

## Positionen

### Zu anderen islamische Konfessionen und islamischer Einheit
Während al-Chalīlī das Wahhabitentum immer wieder angreift, zeigt er sich gegenüber den übrigen sunnitischen Gruppen offen. So sprach er davon, dass die Unterschiede zwischen Sunniten und Ibaditen „belanglose Trivialitäten“ seien, die der muslimischen Einheit keinesfalls im Wege stünden. Auch betont er, dass die Ibaditen in Kämpfen mit anderen Muslimen immer Zurückhaltung geübt hätten. 2004 unterstützte al-Chalīlī die Amman Message zur gegenseitigen Anerkennung der verschiedenen islamischen Lehrrichtungen, indem er eine der 24 grundlegenden Fatwas lieferte.
Auch während einer Rede vor der schiitischen Gemeinde in Matrah anlässlich des Prophetengeburtstags im Jahr 2006 setzte sich al-Chalīlī für die Einheit der Muslime ein. Er rief dazu auf, dass sich die muslimische Gemeinschaft entsprechend Gottes Anordnung wiederzuvereinen habe. Mit der oben erklärten Interpretation der Wahhabiten als außerislamisch entstandene Gruppe bemüht er die innerislamische Einheit, denn der „Feind“ wäre von außen gekommen.
Die Rückwandlung der Istanbuler Hagia Sophia zur Moschee im Juli 2020 begrüßte al-Chalīlī und drückte seine Freude für die islamische Gemeinschaft aus.

### Zu anderen Religionen
Al-Chalīlī wird als in Fragen des frühen Christentums und der Reformationstheologie sehr belesen beschrieben. Der Mufti betrachtet allerdings das heutige Christentum und insbesondere den Anglikanismus als politisiert und fern von der ursprünglichen christlichen Botschaft stehend. Aus seiner Sicht stehen die englischen Christen den götzendienenden Hinduisten nahe. Allerdings unterzeichnete er den offenen Brief Ein gemeinsames Wort zwischen Uns und Euch, den im Oktober 138 islamische Gelehrte und Geistliche an den „Führer christlicher Kirchen überall“ sandten und in dem sie die gemeinsamen Grundlagen von Islam und Christentum betonten.

### Politische Fragen
2005, anlässlich einer Verhaftungswelle im Sultanat aufgrund Bestrebungen vereinzelter Gruppen, das Imamat wieder aufleben zu lassen, forderte al-Chalīlī die Jugend auf, ihre Religion in einer Weise zu verstehen, die sie zur Mäßigung führt. Auch sieht er den Dschihad als Kampf an, der aufgrund von (Sure 2:190 ) auf die Verteidigung gegen Angriffe beschränkt ist und keine Übertretungen zulässt. 2004 stufte er den irakischen Widerstand nach der Besetzung des Iraks in Folge des Irakkriegs allerdings als legitim ein, mit dem Argument, dass die Kämpfer ihren Besitz, ihre Würde und ihr Land verteidigt hätten. So lange sich diese Muslime selbst verteidigten, seien sie Mudschāhidūn.
Im Zusammenhang mit dem Arabischen Frühling forderte al-Chalīlī die omanische Regierung auf, Alkohol im Land zu verbieten, da Trinkende unproduktiv seien und in Laster verfielen. Dies gelte ebenso für Fitnessstudios, die abgeschafft gehörten oder jedenfalls streng überwacht werden sollten. Die Aufstände in der arabischen Welt im Jahr 2011 seien ausgebrochen, da die arabischen Politiker einen Regierungsstil fernab von den religiösen Linien des Islams führten. Zudem würden sich die religiösen Autoritäten den politischen Führungen unterwerfen oder durch sie unterdrückt werden und Fatwas nach Gusto der politischen Elite verfassen. Er äußerte die Hoffnung, dass während der Proteste erschienene islamische Führungspersönlichkeiten den Islam zurück zu seiner wahren Wurzel leiten würden. Al-Chalīlī erklärte, dass Gott die Scharia zur Vereinfachung des Lebens der von ihm erschaffenen Menschen und ihres Wohlergehens entwickelt habe. Säkulare Reformbewegungen würden der Menschheit lediglich Rückschläge ermöglichen: Der Kapitalismus habe zur gesellschaftlichen Aufspaltung beigetragen und soziale Ungleichheit hervorgebracht, der Kommunismus den Menschen ihr Wesen genommen und zu einer „toten Maschine“ entwickelt. Dies seien Beweise, dass der Islam die alleinige Lösung sei. Mit seiner zinsfreien Finanzierung im Bankenwesen sei auch ein Weg aus der Finanzkrise durch islamische Konzepte möglich. Der Kapitalismus, der die Quelle des Unglücks und der Grund des Problems sei, werde fallen, so wie es einst dem Kommunismus widerfahren sei, der nur als Antwort auf die kapitalistische Ungerechtigkeit entstanden sei. Der Islam sei in Gerechtigkeitsfragen beispiellos.
Al-Chalīlī unterstützte die Protestierenden 2011 in Dhofar, die friedlich demonstrierten, und erklärte, dass die Jugend aus Dhofar friedlich zusammengekommen sei, die Proteste zivilisiert abgelaufen und junge Leute um ihr Recht gebeten hätten. Er kritisierte gleichzeitig die gewalttätigen Ausschreitungen in Suhar.
Anlässlich der Wahlen zum Madschlis asch-Schūrā im Jahr 2011 rief der Mufti die Bevölkerung dazu auf, ihre Wahl nicht nach tribalen Zugehörigkeiten oder nach Verwandtschaftsbeziehungen zu treffen, sondern dem jeweils fähigsten Kandidaten ihre Stimme zu geben. Zudem kritisierte er die scheinbar in früheren Wahlen übliche Zahlung von Schmiergeldern seitens der Kandidaten an ihre Wähler als unislamisch und unmoralisch. Ergänzend forderte er die männliche Bevölkerung dazu auf, den „Sexismus zu überwinden“ und auch Frauen zu wählen. Es sei falsch zu glauben, dass Frauen kein gutes Urteilsvermögen hinsichtlich politischen Fragen hätten.
Nach dem Besuch des israelischen Ministerpräsidenten Benjamin Netanjahu im Oktober 2018 im Sultanat und den anschließenden wohlwollenden Statements des langjährigen omanischen Außenministers Yūsuf bin ʿAlawī zu Israels Status im Nahen Osten, versicherte al-Chalīlī dem iranischen Ayatollah Dschaʿfar as-Subhānī nach dessen Warnung vor der Etablierung offizieller Beziehungen zwischen Oman und Israel, dass er jegliche Beziehung mit der „räuberischen zionistischen Einheit“ ablehne. Die Einladung Netanjahus durch die omanische Regierung habe als Ziel nur den Versuch der Reduzierung der palästinensischen Probleme gehabt. Im August 2020, nach der Ankündigung der Vereinigten Arabischen Emirate, bilaterale Beziehungen mit Israel aufzunehmen, und einem Statement seitens des omanischen Außenministeriums, dass es das sogenannte Abraham-Abkommen unterstützen werde, äußerte der Großmufti seine Ablehnung und forderte die „Befreiung“ der Al-Aqsa-Moschee und des umliegenden Landes, bevor sich die islamische Ummah auf Verhandlungen einlasse.

### Sexualethische Fragen
Al-Chalīlī hat sich auf Anfrage einer Menschenrechtsaktivistin auch mit der Frage der weiblichen Genitalverstümmelung befasst. Al-Chalīlī ist der Auffassung, dass weibliche Beschneidung, solange sie auf Basis der Sunna vollzogen wird, nicht als Verbrechen gegenüber Frauen einzustufen ist. Das, was die Weltgesundheitsorganisation als Beschneidung und weibliche Genitalverstümmelung beschreibe, habe jedoch nichts mit der islamkonformen Beschneidung zu tun, denn die Scharia verbiete Beschneidung, sofern sie Verletzungen hervorrufe. Allerdings meint al-Chalīlī, dass die Hadithe, auf die sich die weibliche Beschneidung stützt, nicht so belastbar sind, dass der Brauch als verpflichtend angesehen werden kann. Sollten vertrauenswürdige Ärzte medizinische Untersuchungen veröffentlichen, anhand derer eindeutig klar würde, dass die Beschneidung Verletzungen am Körper der Frau begründet, dann sei sie auf Grundlage der Scharia zu verbieten. Auslandsaufenthalten alleinreisender weiblicher Studierender zeigte sich al-Chalili 2019 äußerst ablehnend gegenüber und bezeichnete Väter, die ihren Töchtern ein Auslandsstudium ohne Begleitung durch einen männlichen Angehörigens im Mahram-Verhältnis erlauben, als „Mischwesen aus Mensch und Tier“, die Schweinen nahe seien.
Al-Chalīlī steht Versuchen der möglichen Beeinflussung des Geschlechtes von Föten, beispielsweise in Form der Präimplantationsdiagnostik und der geschlechtsselektiven Abtreibung, ablehnend gegenüber. Er sieht die Gefahr, dass durch die Beeinflussung des Geschlechts der Föten die Diskriminierung von Frauen zunehmen würde, da sich viele Eltern eher einen Sohn als eine Tochter wünschten. Dies würde Probleme hervorrufen, die es so noch nicht gebe, und da ein grundlegendes Prinzip des Islams sei, Probleme zu verhindern, bevor sie auftreten, gebe es keine Rechtfertigung für die Geschlechtsbeeinflussung. Zudem sieht er in der Beeinflussung eine Ähnlichkeit zum Klonen. Dies würde einer „Einmischung in Gottes Willen“ nahekommen.
Frauen sollen nach al-Chalīlīs Sicht in der Ehe den Bitten ihrer Männer folgen, außer sie werden um eine Sünde gebeten. Andernfalls sei das Verhalten „beleidigend und fehlerhaft“. Außerdem sei es die Pflicht der Frau, wenn es ihr Mann wünscht und der Familie keine finanziellen Probleme drohen, Arbeit außerhalb des Hauses zu vermeiden. Männer und Frauen seien grundsätzlich gleich vor Gott, mit der Ausnahme, dass Gott Männern die Verantwortung für die Familie übertragen habe. Dies sei aus dem Grund geschehen, dass Frauen emotionaler als Männer seien. Westliche Wissenschaftler hätten festgestellt, dass Emotionen bei Frauen im Gegensatz zu Männern beide Gehirnhälften beeinflussen würden. Die böse Seite des Mannes müsse kontrolliert werden, mit der Maßgabe, dass Frauen aufgrund ihres „natürlichen verführerischen Charakters“ Beschränkungen auferlegt werden. Die Lösung seitens des Islams sei die Vermeidung der Mischung der Geschlechter.
Zur zunehmenden Präsenz von Frauen im öffentlichen Leben und im Beruf in Oman seit Beginn der omanischen Renaissance im Jahr 1970 hat sich al-Chalīlī in einem Interview von Mitte der 1980er-Jahre missbilligend geäußert. Er sagte darin, dass er lediglich eine Person sei und sich mit seiner Meinung, die eine Begrenzung der Arbeit für Frauen vorsah, nicht durchsetzen konnte. Der Mufti verstärkte anschließend seine Bemühungen gegen die soziale Gleichheit von Frauen in der omanischen Gesellschaft. So propagierte er, dass d Gleichstellung von Mann und Frau ein westliches Konzept sei, das gegen Gottes Willen und die Natur verstoße. Al-Chalīlī nutzte dabei in seiner Argumentation auch Sure 3:35–36  und berief sich auf westliche Forscher, die die Unterschiede zwischen beiden Geschlechtern erforscht hätten. So bezog er sich unter anderem auf den französischen Mediziner Alexis Carrel, der sich gegen die weibliche Emanzipation aussprach.
2004 sprach sich al-Chalīlī gegen Eheschließungen über das Internet aus. Er sieht keine Grundlage dafür, dass Internetbekanntschaften für eine Eheschließung ausreichend sind. Das Tragen eines Hidschābs sei von Gott auferlegt, daher dürfe sich niemand dagegen aussprechen. Die Diskussion um das Tragen eines Niqabs sei eine jahrhundertelange besprochene Frage unter den muslimischen Gelehrten, ohne tatsächliches Ergebnis.

### Weitere Positionen
Wenn Wissenschaft und ihre Theorien islamischen Werten widersprechen, sollen sie nach al-Chalīlīs Auffassung nur als menschliche Meinung interpretiert werden, da sie möglicherweise schon morgen wieder geändert werden könnte. Deshalb könne man sich nicht auf sie verlassen. Umgekehrt meint al-Chalīlī, dass islamische Meinungen göttliche Tatsachen seien, die der Mensch nicht ändern dürfe, in dem er sie verdrehe, um menschliche Meinungen zu stützen.
Die Aufrufe zum Boykott aller dänischen Produkte nach Veröffentlichungen der Mohammed-Karikaturen im Jahr 2005 hieß al-Chalīlī zunächst gut, da sich die dänische Gesellschaft hinter die Zeitung Jyllands-Posten stellte und die Karikaturen aus seiner Sicht nicht ausreichend kritisierte. Das „kollektive Versagen der dänischen Bevölkerung“, diese Ungerechtigkeit nicht zu verurteilen, rechtfertigte seiner Meinung nach einen allgemeinen Boykott dänischer Waren. Nachdem sich verschiedene dänische Unternehmer kritisch gegenüber den Karikaturen äußerten, wandelte sich seine Meinung. Er hielt nun einen allgemeinen Boykott für diskriminierend und äußerte, dass es nun reiche, lediglich die Zeitung zu boykottieren, die die Karikaturen veröffentlichten.
Als 2011 das Royal Opera House Muscat eröffnet wurde, lehnte al-Chalīlī einen Besuch ab, mit der Begründung, dass es unakzeptabel sei, diesen Ort zu besuchen, der für den Tanz und die Musik stehe. Er selbst schaut nach eigenem Bekunden nur unbeabsichtigt Fernsehen. Zudem höre er sich keine Musik an.
2016, während der Eröffnungsfeier des neuen obersten omanischen Gerichtshofs, mahnte al-Chalīlī, dass eine gerechte Justiz wichtig für eine entwickelte Nation sei und durch Fairness, Integrität und hoher Moral geprägt sein müsse, da sie vor der Öffentlichkeit und Gott rechenschaftspflichtig sei.

## Werke
- Ǧawāhir at-tafsīr (Die Juwelen der Auslegung). 3 Bde. Muscat 1984–2004. Digitalisat Band I, Digitalisat Band II, Digitalisat Band III
- Wa-saqaṭa al-qināʿ  (Die Maske ist gefallen), Muscat 1998.
- Iʿādat ṣiyāġat al-umma (Umgestaltung der Umma), Muscat 2003.
- Bayān āṯār al-iǧtihād wa-t-taǧdīd fī tanmiyat al-muǧtamaʿāt al-Islāmīya (Erläuterung der Auswirkung des Idschtihād und der Erneuerung auf die Entwicklung islamischer Gemeinschaften), Muscat 2010.
- Liqāʾāt samāḥat aš-šaiḫ Aḥmad ibn Ḥamad al-Ḫalīlī al-muftī al-ʿāmm li-salṭanat ʿUmān fī l-fikr wa-d-daʿwa (Interviews seiner Exzellenz Scheich Ahmad ibn Hamad al-Chalīlī, Großmufti des Sultanats Oman, zu Denken und Daʿwa), Muscaat 2010.
- al-Ḥaqq ad-dāmiġ (Das unbestreitbare Recht), Muscat 2012.
- al-Fatāwa (Fatwas), Muscat 2013.
- al-Istibdād, maẓāhiruhu wa-muwāǧahatuhū (Der Despotismus, seine Erscheinungsformen und die Auseinandersetzung mit ihm), Muscat 2013: Digitalisat.
- Burhān al-ḥaqq: Dirāsat muʿammaqa fī taʾṣīl al-ʿaqīda al-islāmiya wa-darʾ aš-šubah ʿanhā bi-l-adilla al-ʿaqlīya wa-n-naqliya (Beweis der Wahrheit: Eingehende Untersuchung zur Festigung der islamischen Glaubenslehre und der Abwehr der Zweifel mit rationalen und traditionsbasierten Beweisen), Maskat 2016.